# Dekanat średzki
Dekanat średzki – jeden z 43 dekanatów archidiecezji poznańskiej. 

## Parafie
- parafia pw. św. Katarzyny (Bagrowo)
- parafia pw. św. Jana Chrzciciela (Krerowo)
- parafia pw. św. Wawrzyńca (Mączniki)
- parafia pw. św. Jadwigi Śląskiej (Mądre)
- parafia pw. św. Jana Chrzciciela (Murzynowo Kościelne)
- parafia pw. Wszystkich Świętych (Nietrzanowo)
- parafia pw. św. Józefa (Środa Wielkopolska)
- parafia pw. Najświętszego Serca Jezusa (Środa Wielkopolska)
- parafia pw. Wniebowzięcia Najświętszej Maryi Panny (Środa Wielkopolska)

### Sąsiednie dekanaty
- kostrzyński,
- swarzędzki,
- kórnicki,
- nowomiejski,
- dekanaty archidiecezji gnieźnieńskiej.

Administracyjnie dekanat leży na obszarze gmin: Dominowo, Kleszczewo, Środa Wielkopolska, Zaniemyśl.

## Galeria

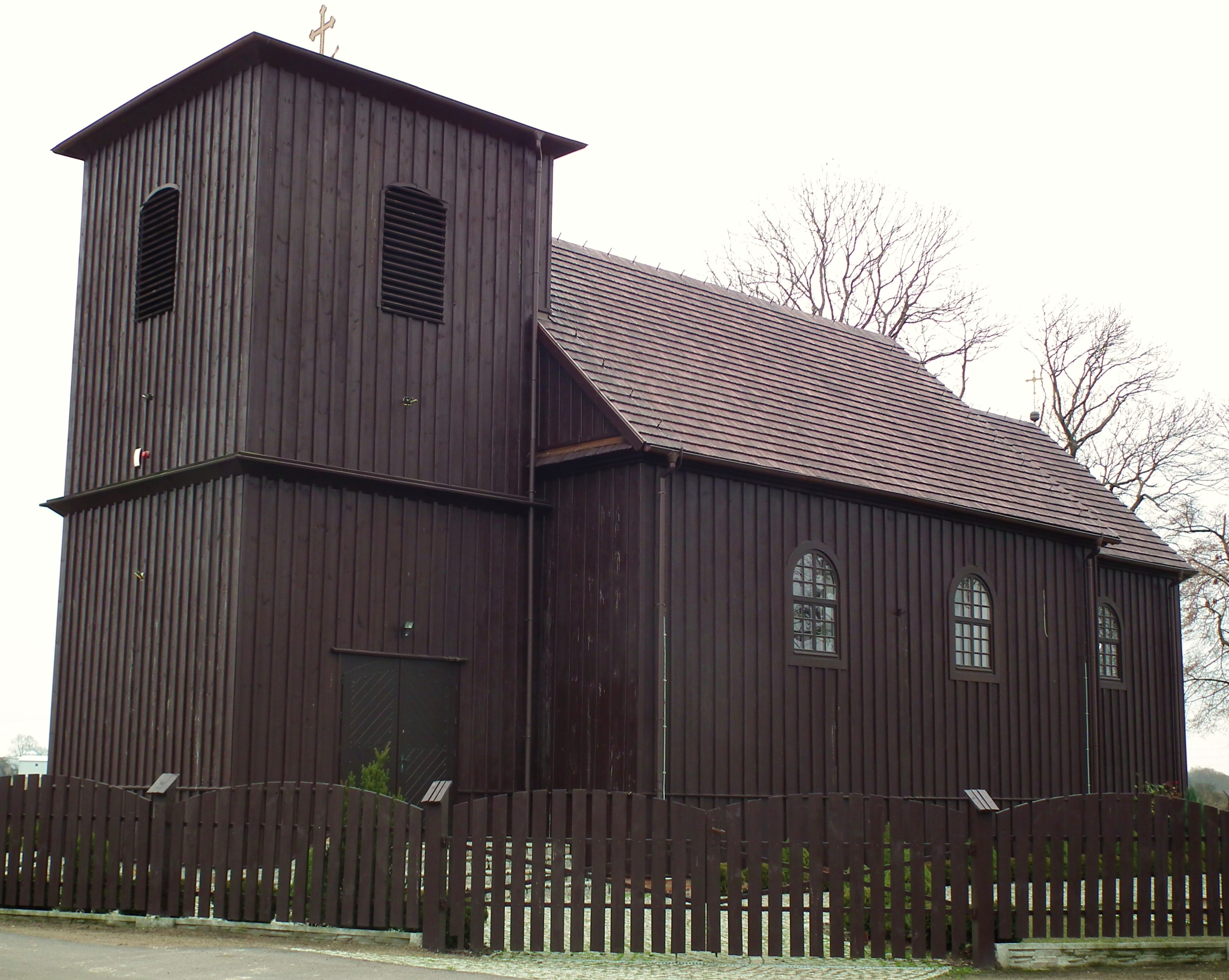
Kościół w Bagrowie
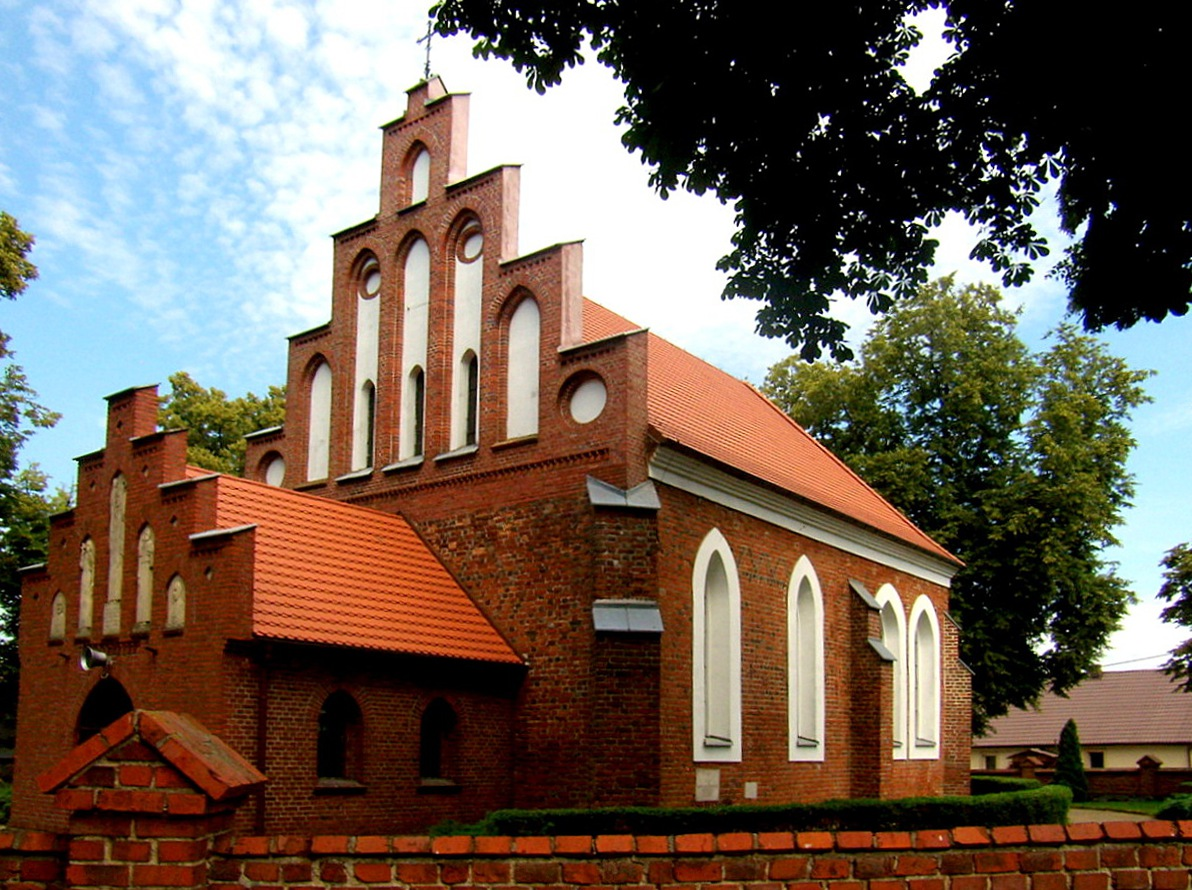
Kościół w Krerowie
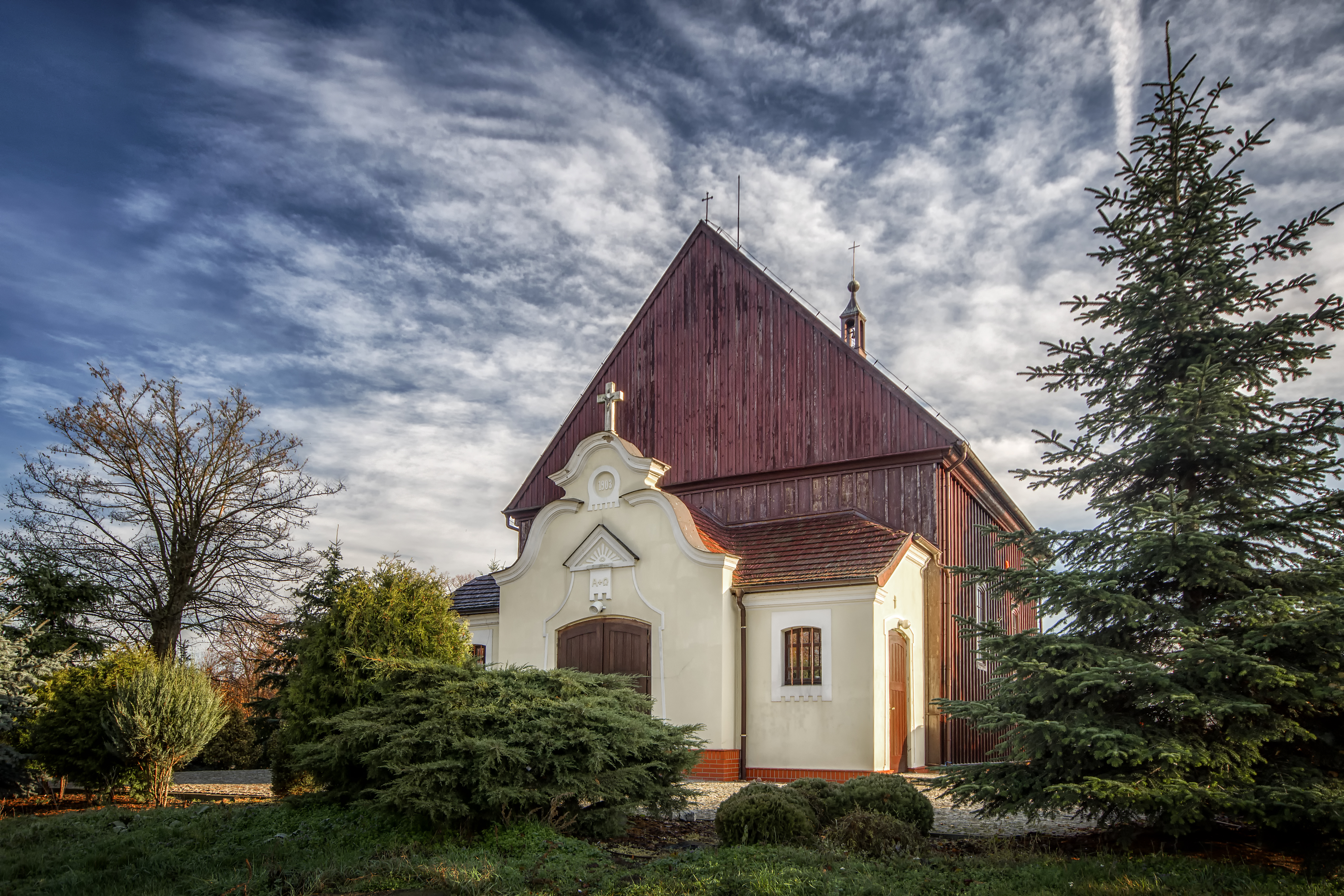
Kościół w Mącznikach
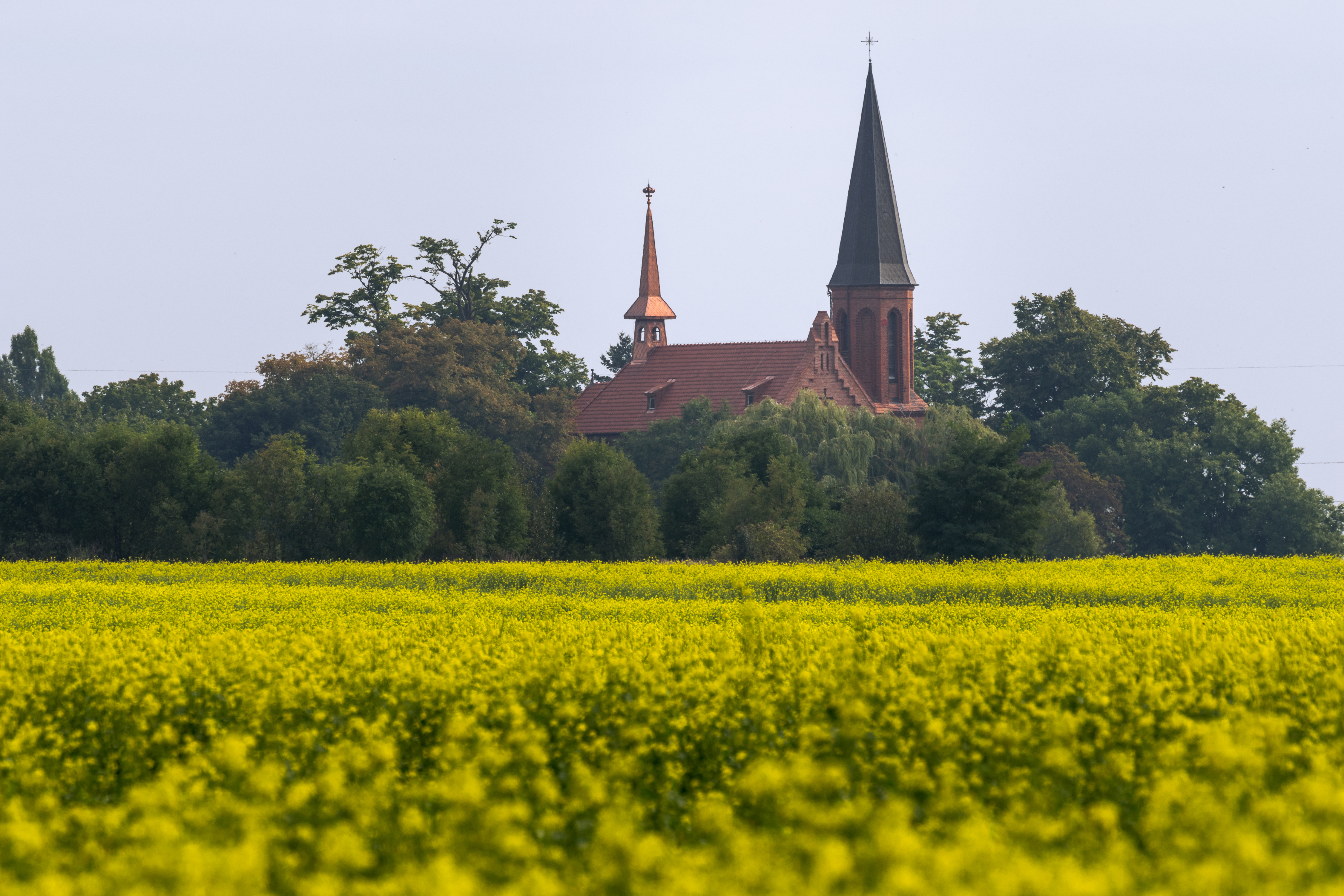
Kościół w Mądrem
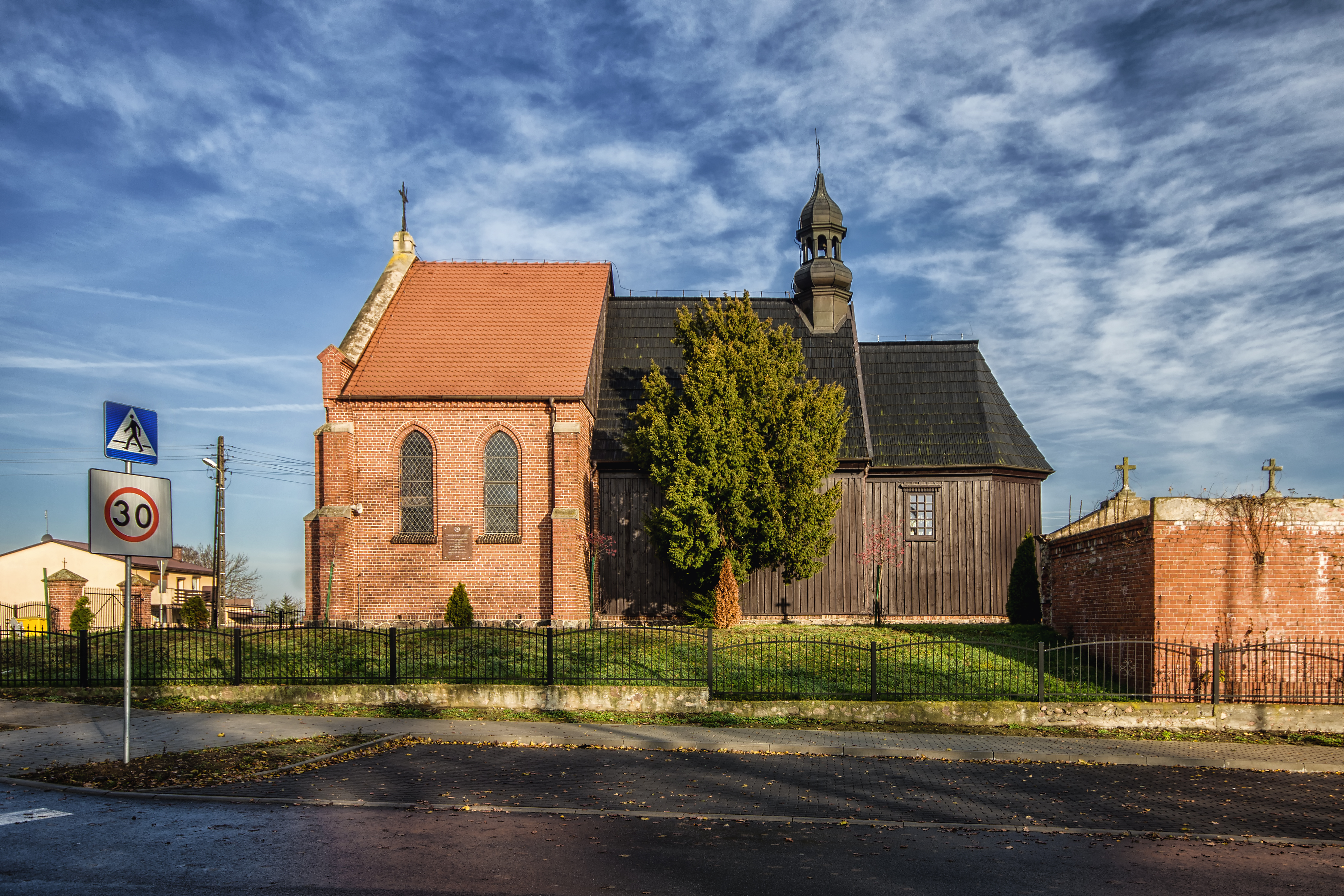
Kościół w Murzynowie Kościelnym
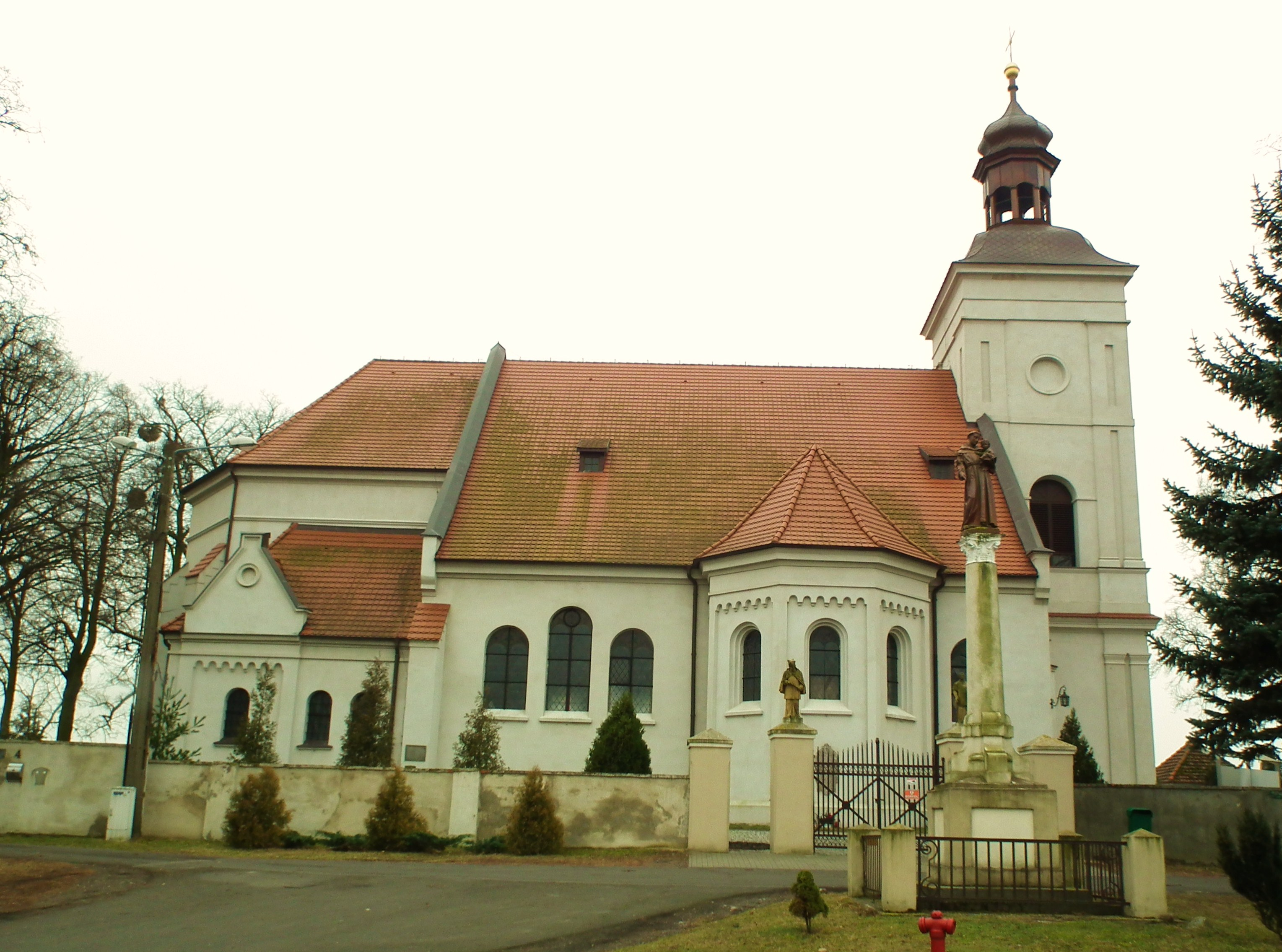
Kościół w Nietrzanowie
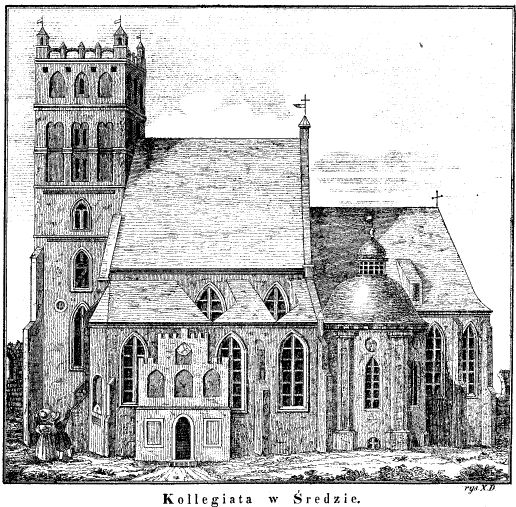
Bazylika kolegiacka w Środzie Wlkp. (rycina z XIX w.)
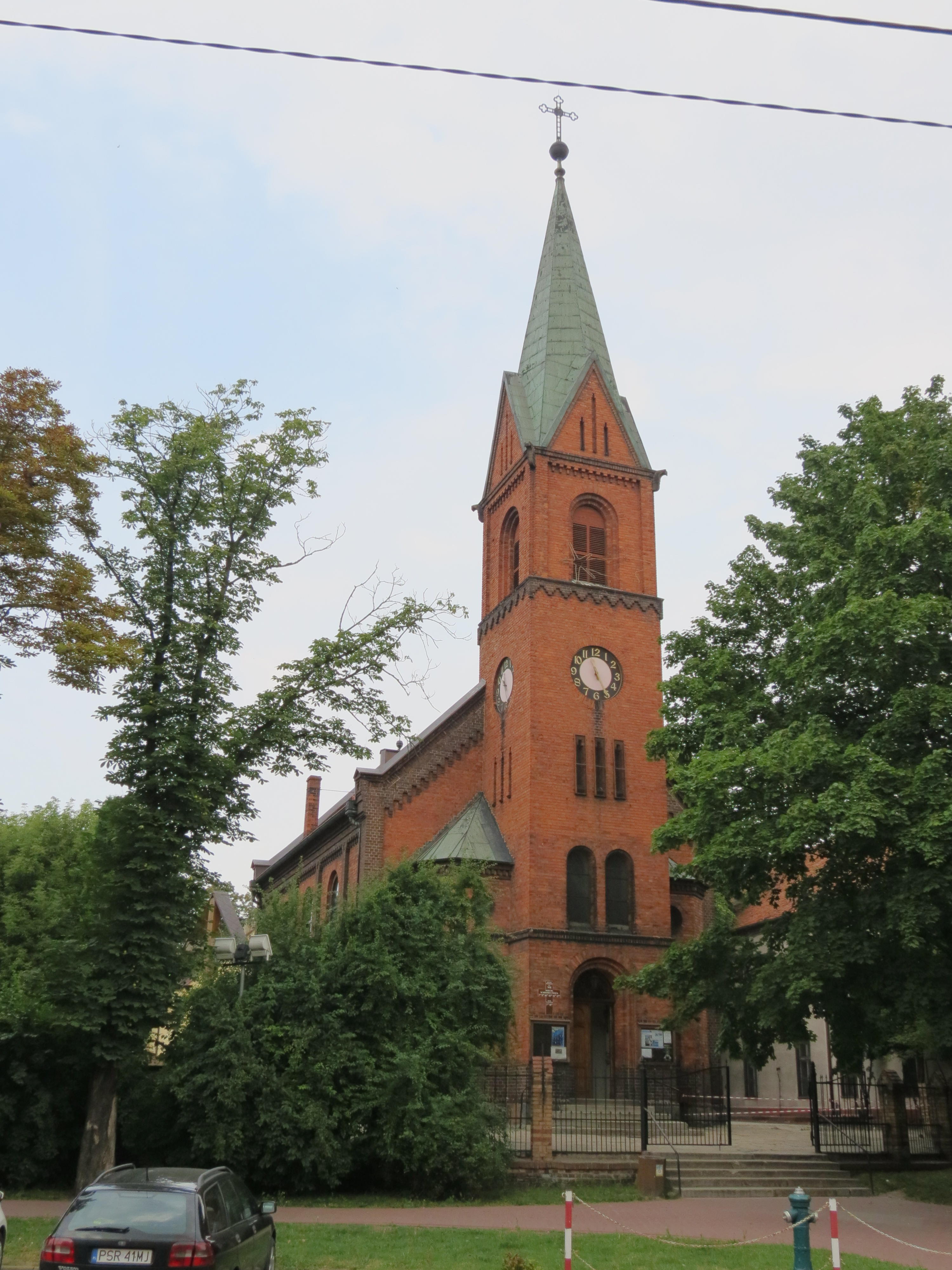
Kościół Najświętszego Serca Jezusa w Środzie Wlkp.
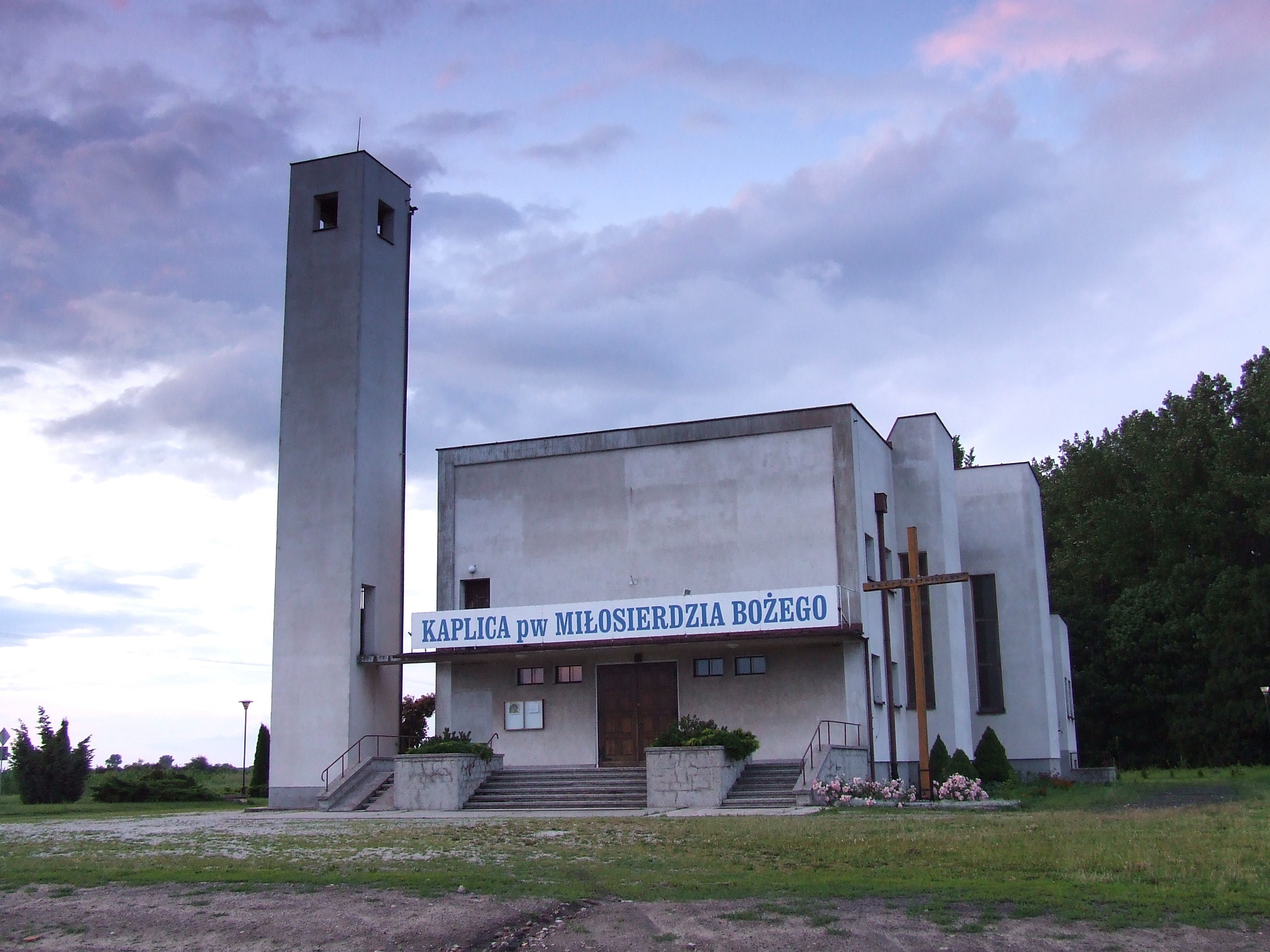
Kaplica w Jarosławcu
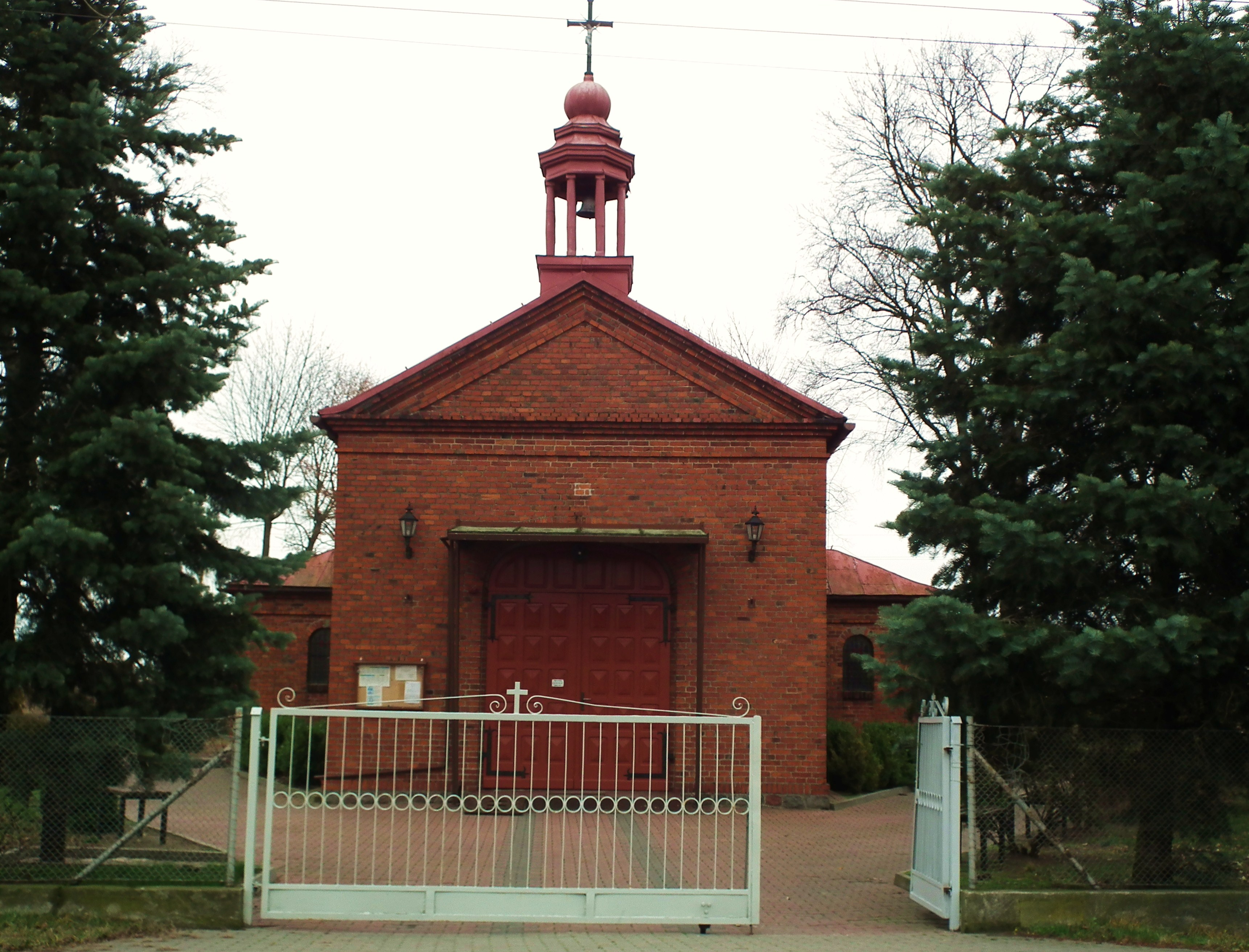
Kaplica w Pławcach